# کلنگور
گلنگور یا کلنگور روستایی در دهستان تفتان جنوبی بخش نوک‌آباد شهرستان تفتان استان سیستان و بلوچستان ایران است.

## جمعیت
بر پایه سرشماری عمومی نفوس و مسکن در سال ۱۳۹۵ جمعیت این مکان ۲۲۵ نفر (۶۶خانوار) بوده‌است.